# Миддельфарт (велоклуб)
Миддельфартский велоклуб, MCC (дат. Middelfart Cykel Club) — датский любительский велосипедный клуб, расположенный в городе Миддельфарт.

## История клуба
Клуб был основан в 2004 году и действует под эгидой велоспортивного союза Дании. MCC объединяет велосипедистов разных возрастов, включая детей от 8 лет, молодёжь и взрослых, интересующихся велоспортом.

## Структура и деятельность клуба
Миддельфартский велоклуб делает акцент на велосипедном сообществе, стремясь создать подходящую среду как для любителей, так и для профессиональных гонщиков. Целью клуба является популяризация велоспорта в рамках Датского союза велосипедистов путём проведения спортивных мероприятий. MCC поддерживает сообщество велосипедистов благодаря своим инициативам, включая программу MCC United, которая побуждает энтузиастов велоспорта всех уровней заниматься спортом в различных условиях, будь то на асфальте или гравии. Клуб также уделяет внимание развитию талантов, предоставляя платформу для начинающих гонщиков, чтобы оттачивать свои навыки и соревноваться на более высоком уровне.
Клуб предлагает различные варианты членства:
- Активное членство для детей и молодёжи: для лиц до 17 лет, годовой взнос 500 датских крон.
- Активное членство для юниоров/взрослых: для лиц старше 17 лет, также годовой взнос 500 датских крон.
- Пассивное членство: для болельщиков, не участвующих в гонках или тренировках, с более низким годовым взносом в 150 датских крон.

Тренировки проводятся по вторникам и четвергам в 17.00-19.00 с апреля по октябрь.
Клуб ежегодно организует лицензионные гонки на дорогах вокруг Стриба, привлекая молодых и взрослых велогонщиков Дании.
С клубом связаны некоторые известные велогонщики. Так, Эрик Огор, датский профессиональный велогонщик, который специализируется на маунтинбайке и гравийном велоспорте, был частью команды Middelfart Cykel Club в разные годы, включая 2023 и 2024 год.

## Команды клуба
Middelfart Cykel Club имеет несколько велокоманд, которые активно участвуют в соревнованиях и развивают велоспорт в регионе.
Команда MCC United представляет собой сообщество для любителей велоспорта, которые наслаждаются катанием и участием в гонках на различных типах местности, включая асфальт и гравий.
Клуб также организует лицензионные команды для детей, молодежи и взрослых, которые участвуют в различных соревнованиях. Эти команды включают как начинающих, так и опытных гонщиков, что позволяет развивать таланты и повышать уровень подготовки участников.
Велогонщики из Middelfart Cykel Club участвуют в различных местных и национальных соревнованиях, что способствует их развитию и популяризации велоспорта в регионе. Клуб активно поддерживает своих членов, предоставляя им возможности для участия в гонках и тренировках.